# السردوك
باللغة التونسية السردوك او صُران كانِب (بالإنجليزية: Painted comber)‏ المعروف أيضا باسم سمك الشيخ هو نوع من أنواع الاسماك القاعية التي تنمو وتتكاثر في مياه البحر المتوسط الأبيض.

## الملامح الخارجية
السردوك سمك يمتاز بجمال ألوانه ما بين الأحمر الزاهر والبني. إضافة إلى ذلك يمتلك ست خطوط عرضية بنية داكنة غير منتظمة في الجلد، بقعة زرقاء أو أرجوانية في مستوى البطن و خطوط في شكل كتابة على غطاء الخياشيم. فمه الواسع يشبه كثيرا فم الهامور. تتميز زعائفه بزعنفة ذيلية مستديرة و زعنفة ظهرية تحتوي على 8 إلى 9 فقرات. الطول المعتاد لهذا النوع من الاسماك هو من 20 إلى 25 سم ولكن يمكن أن يصل إلى أكثر من 40 سم.

## الإيكولوجيا
السردوك سمك يعيش حياة منعزلة في المناطق الصخرية الساحلية و يتردد الأعشاب البحرية نذكر خاصة منها بوسيدونيا أوشينيكا للبحث على فريسته .

## بيولوجيا
السردوك سمك مفترس شرس : يدافع عن محيطه الذي يعيش فيه ويصطاد فريسته عن طريق المطاردة. هذا المفترس يتغذى على العلقيات والحلقيات والقشريات ورأسيات الأرجل والأسماك الصغيرة. للتكاثر الجنسي ٬ هو سمك ثنائي الجنس خنثى متزامن. تضع الأنثى بيضها بداية من شهر مايو إلى شهر أغسطس.

## الأسماء العامية
يلقب هذا النوع من الأسماك بعدة أسماء. فإسمه العامي يتغير حسب البلد.
| الإسم             | البلد   |
| ----------------- | ------- |
| السردوك           | تونس    |
| شيخ               | مصر     |
| serran écriture   | فرنسا   |
| Scrittura         | إيطاليا |
| Painted comber    | إنقلترا |
| Serrano escrobano | إسبانيا |
| Schriftbarsch     | ألمانيا |

## الطفيليات
مثل معظم الأسماك يستضيف سمك السردوك طفيليات داخلية و خارجية.

## الصيد والأهمية الإقتصادية
السردوك هو من الأسماك المرغوبة في تونس وباقي الدول. فهوسمك يتميز بطراوة لحمه ونكهته الخاصة و الشهية ما يفسر تواجده المستمر في سوق السمك. يمكن اصطياد هذا النوع من السمك بكل أساليب وسائل الصيدالمختلفة من تقليدية وحديثة نذكر منها: القرقور ، الشرفية وسيلة صيد تقليدية بتونس ،الشباك المثلثة و الصيد بالجر.

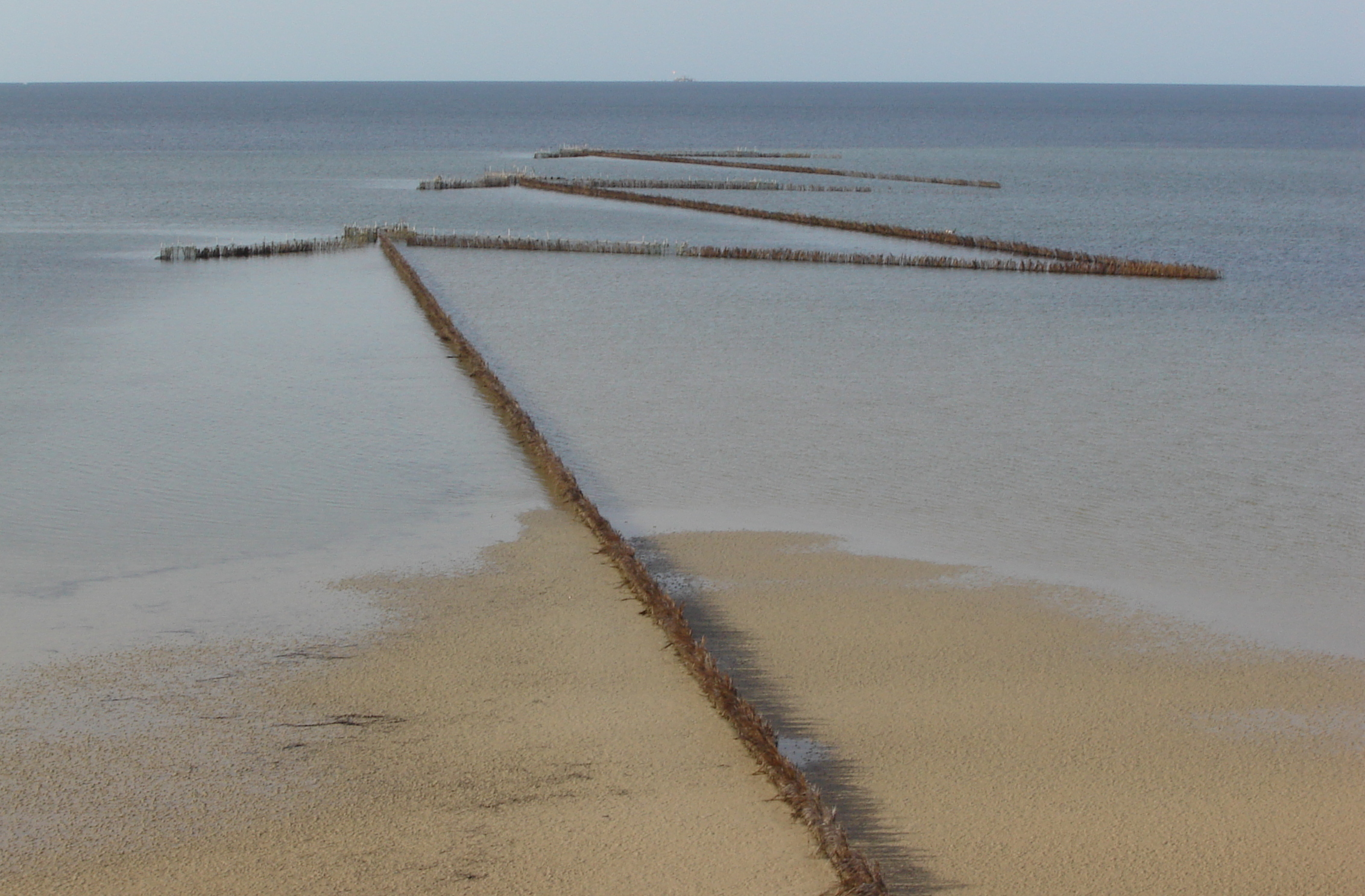
شرفية وسيلة صيد تقليدية بتونس